# Khatauli
Khatauli (hindi: खतौली) és una ciutat i nagar palika a districte Muzaffarnagar a l'estat indi d'Uttar Pradesh. Una part de la regió de la capital nacional. La ciutat és localitzada 100 km lluny de la capital nacional Nova Delhí. És localitzat a NH 58 entre Muzaffarnagar (24 km) i Meerut (36 km).